# Mahovna deva
Mahovna deva (znanstveno ime Aeshna subarctica) je vrsta raznokrilih kačjih pastirjev iz družine dev, razširjena po severnih predelih sveta.

## Opis
Odrasli dosežejo 70 do 76 mm v dolžino, od tega zadek 47–57 mm, zadnji krili pa merita 39–46 mm. Imajo tipično telesno zgradbo in obarvanost dev, oprsje je pri samcih rjavo z rumenimi progami, zadek pa črn z modrimi pikami. V letu jih ni mogoče ločiti od skoraj enake barjanske deve, ki ima nekoliko živahnejše barve in svetlejši sprednji rob kril, a so te razlike očitnejše le ob neposredni primerjavi in ne povsem zanesljive. Šele ujet primerek je mogoče ob bližnjem pregledu prepoznati po odsotnosti rumene pike na oprsju tik za očesom, drugačni obliki črte na sprednjem delu glave in po obliki genitalij.
Odrasli letajo pozno poleti.

## Ekologija in razširjenost
Mahovna deva se razmnožuje v kislih močvirjih in šotnih barjih, kjer lahko izkorišča tudi umetne luknje, ki so ostale po izkopavanju šote in jih je kasneje zalila voda. Ličinke se zadržujejo v plavajočih ali obrežnih blazinicah šotnega mahu.
Vrsta je razširjena po severnih predelih Severne Amerike in Evrazije. Opisana je bila po primerkih iz Severne Amerike, tam živeče populacije pripadajo nominalni podvrsti A. subarctica subarctica, evrazijske pa podvrsti A. s. elisabethae. V Evropi je razširjena zlasti po nižavjih Severne Evrope in prek Sibirije do skrajnega vzhoda Azije. Južneje v Evropi je vezana na visokogorska močvirja v pogorjih, kot so Alpe, Karpati in Švicarska Jura. Zaradi verjetnosti, da so bile najdbe napačno določene kot barjanska deva, je mogoče na jugu območja razširjenosti še kje spregledana.
V Sloveniji je poznana le po nekaj posamičnih najdbah na visokem barju Šijec na Pokljuki. Kot redka vrsta je mahovna deva uvrščena na Rdeči seznam kačjih pastirjev iz Pravilnika o uvrstitvi ogroženih rastlinskih in živalskih vrst v rdeči seznam.